# Mizuno Tadakiyo
Pour les articles homonymes, voir Mizuno (homonymie).
Mizuno Tadakiyo est un nom japonais traditionnel ; le nom de famille (ou le nom d'école), Mizuno , précède donc le prénom (ou le nom d'artiste).
Mizuno Tadakiyo (水野 忠精, 5 février 1833-8 mai 1884) est un daimyō durant la période du bakumatsu au Japon, ainsi que conseiller senior (rōjū) au service du shogunat Tokugawa.

## Biographie
Mizuno Tadakiyo est le fils ainé de Mizuno Tadakuni, daimyō du domaine de Hamamatsu et conseiller de premier rang (rōjū) au service du shogunat Tokugawa. Après l'échec des réformes Tenpō, Mizuno Tadakuni est contraint de prendre sa retraite et exilé. Il transmet sa position de chef du clan Mizuno et de daimyō du domaine de Hamamatsu à son fils Mizuno Tadakiyo en 1845.
Toutefois, la même année, Tadakuni est réaffecté au domaine de Yamagata (50 000 koku) dans la province de Dewa. Après le pardon de son père en 1851, le sort de Tadakuni s'améliore. Il est nommé au poste de jisha-bugyō (« commissaire des sanctuaires et temples ») et wakadoshiyori (« conseiller de second rang ») au sein de l'administration shogunale. En 1862, il devient rōjū au service du shogun Tokugawa Iemochi.
En tant que rōjū, il travaille avec Oguri Tadamasa à la construction de l'arsenal naval de Yokosuka dans le cadre des efforts du shogunat Tokugawa pour moderniser l'appareil militaire du Japon.
Il se retire de la vie publique en 1866 à la mort du shogun Tokugawa Iemochi, et est remplacé à Yamagata par son fils Mizuno Tadahiro. Mizuno Tadakiyo était marié à une fille d'Inoue Masahari, un collègue rōjū et daimyō du domaine de Tanagura.

## Source de la traduction
- (en) Cet article est partiellement ou en totalité issu de l’article de Wikipédia en anglais intitulé « Mizuno Tadakiyo » (voir la liste des auteurs).